# Lesenceistvánd, Veszprém
Lesenceistvánd  este un sat în districtul Tapolca, județul Veszprém, Ungaria, având o populație de 998 de locuitori (2011). Testvértelepülése: Kézdiszentkereszt(Polyán) 

## Demografie
Componența etnică a satului Lesenceistvánd
     Maghiari (95,88%)
     Romi (3,01%)
     Germani (1,11%)
Componența confesională a satului Lesenceistvánd
     Romano-catolici (76,05%)
     Fără religie (4,11%)
     Reformați (1,9%)
     Necunoscută (17,54%)
     Luterani (0,4%)
     Alte religii (0,6%)
Conform recensământului din 2011, satul Lesenceistvánd avea 998 de locuitori. Din punct de vedere etnic, majoritatea locuitorilor (95,88%) erau maghiari, existând și minorități de romi (3,01%) și germani (1,11%).  Din punct de vedere confesional, majoritatea locuitorilor (76,05%) erau romano-catolici, existând și minorități de persoane fără religie (4,11%) și reformați (1,9%). Pentru 17,54% din locuitori nu este cunoscută apartenența confesională.